# Puerto Pirámides
Puerto Pirámides est un village situé dans le département de Biedma, dans la province de Chubut, en Argentine. Sa population était de 565 habitants lors du recensement de 2010. Il s'agit de l'unique établissement humain sur la péninsule Valdés. Il voit le jour en 1898 lorsque les salines de la péninsule commencent à être exploitées pour leur sel.
L'une des six réserves naturelles de la péninsule Valdés, la réserve de Punta Pirámide est créée en 1974. Puerto Pirámides devient alors l'une des premières destinations au monde pour l'observation des baleines ; le village compte six hôtels, 15 lodges et deux campings.

## Histoire
Peuplée à l'origine par les Tehuelches, la péninsule fait l'objet de tentatives de prise de contrôle vers 1800 par des colons espagnols et Criollo contre les Tehuelches. En 1898, l'entrepreneur de Buenos Aires Antonio Muno commence l'exploitation des mines de sel de la région, il obtient pour cela la permission de construire une ligne de chemin de fer ainsi que d'autre installations en 1900. Optant pour les eaux calmes du golfe Nuevo, il baptise le nouveau village Puerto Pirámides (littéralement « Port Pyramides ») en raison de la forme pyramidale des falaises surplombant la baie.
La baisse des échanges commerciaux internationaux pendant la Première Guerre mondiale, cause un effondrement temporaire du marché du sel et la fermeture des mines de sel locales. À la suite de la faillite de plusieurs mines, Muno est contraint de céder ses parts dans les terrains détenus à l'un de ses associés, Alejandro Ferro, qui construit un port semi-privé jusqu'à ce que les autorités de la province de Chubut l'exproprie en 1958.
La baie est la scène d'incidents sous-marins jusqu'à présent inexpliqués pendant les années 1958 à 1960. Elle retombe par la suite quelque peu dans l'oubli, les touristes préférant se rendre dans le golfe San Jorge, où l'observation des baleines était plus aisée. Au cours d'un exploration de la région menée en 1972, le célèbre océanographe Jacques-Yves Cousteau observe que les baleines franches australes, si elles avaient l'habitude de donner naissance dans le golfe Nuevo à proximité de Puerto Pirámides, ne restaient pas dans les environs pour élever les jeunes baleineaux. Cependant, lorsque des entrepreneurs locaux lancèrent les premières expéditions touristiques plus tard la même année, les baleines se mirent à rester toute l'année.